# 多香木
多香木（学名：Polyosma cambodiana）为南鼠刺科多香木属下的一个种。